# Malcolm X
Malcolm X [melkolm eks], rodným jménem Malcolm Little a přijatým islámským jménem El-Hajj Malik El-Shabazz (19. května 1925 – 21. února 1965), byl americký islámský duchovní a bojovník za lidská práva. Spolu s Martinem Lutherem Kingem byl nejvýraznější osobností afroamerického hnutí za občanská práva.
Od roku 1952 byl členem černošské islámské sekty Nation of Islam (Islámský národ), která propagovala černošskou nadřazenost, odmítala snahy o jejich integraci a asimilaci a naopak obhajovala separaci černochů od bělochů. Roku 1964 se se sektou rozešel a založil organizace Muslim Mosque, Inc. a Organizaci afroamerické jednoty (OAAU). V první propagoval sunnitský islám, ke kterému téhož roku konvertoval, a ve druhé organizovaný černošský nacionalismus a panafrikanismus.
Dne 21. února 1965, krátce po jeho odchodu ze sekty Nation of Islam, byl zavražděn jejími třemi členy. Na konci své autobiografie The Autobiography of Malcolm X předvídal, že se mu přesně to stane, jelikož věřil, že její členové dostali příkaz ho zabít (kniha byla dokončena a vydána krátce po jeho smrti).

## Biografie

### Dětství a mládí (1925–1946)
Narodil se roku 1925 ve městě Omaha, stát Nebraska, jako čtvrté dítě ze sedmi. Jeho matka se jmenovala Louise Helen Little (rozená Norton) a otec Earl Little. Jeho otec byl laický baptistický kazatel a propagátor panafrikanistického učení Marcuse Garveye. Rodině bylo několikrát vyhrožováno členy Ku-klux-klanu, a proto se roku 1926 přestěhovali do města Milwaukee, stát Wisconsin a brzy poté do Lansingu, stát Michigan, kde bylo rodině vyhrožováno odnoží Ku-klux-klanu s názvem Černé legie. Ti jim roku 1929 zapálili dům. Roku 1931 byl Earl Little zavražděn a roku 1938 prodělala Louise Little nervové zhroucení, které vyústilo k jejímu umístění do psychiatrické léčebny Kalamazoo. Děti byly rozděleny a poslány k pěstounům. Malcolm a jeho sourozenci svou matku dostali z léčebny až o 24 let později.
Školu opustil v osmé třídě a od 14 let začal pracovat v nejrůznějších pomocných pracích. V mládí se přestěhoval ke své nevlastní sestře Elle Little-Collins, která žila ve čtvrti Roxbury ve městě Boston. Roku 1943 se poté odstěhoval do Harlemu ve městě New York, kde se dal na kriminální dráhu. V roce 1946 byl zadržen při pokusu o prodej kradeného zboží a v únoru nastoupil svůj trest osmi až deseti let ve věznici Charlestown u města Boston.

### Vězení (1946–1952)
Ve věznici potkal staršího vězně jménem John Bembry, na kterém začal obdivovat jeho vzdělání, které získal samostudiem. To přivedlo Malcolma k zájmu o knihy. V roce 1948 někteří jeho sourozenci vstoupili do islámské sekty Nation of Islam a snažili se pro ni získat i Malcolma. On sám byl do té doby ateistou, až do té míry, že mu jeho spoluvězni přezdívali Satan. Ke konci roku 1948 napsal dopis Elijahu Muhammadovi, vůdci hnutí Nation of Islam. Od té doby s ním udržoval čilou korespondenci.
Ve vězení poté hodně četl, nejvíce o historii a náboženství. Ve vězení si také způsobil, vinou špatného osvětlení, astigmatismus. V roce 1950 napsal otevřený dopis prezidentovi Harrymu S. Trumanovi, ve kterém se postavil proti Korejské válce a prohlásil se za přívržence komunismu. Od té doby o něm FBI vedla spis. Na začátku 50. let také začal používat jméno Malcolm X, kdy X znamená, že mu běloši odňali znalost jeho kmenového jména, a proto odmítá jméno Little, které jeho předkům dali běloši. Tento postup byl tehdy u členů hnutí Nation of Islam běžný.

### Nation of Islam a rodina (1952–1962)

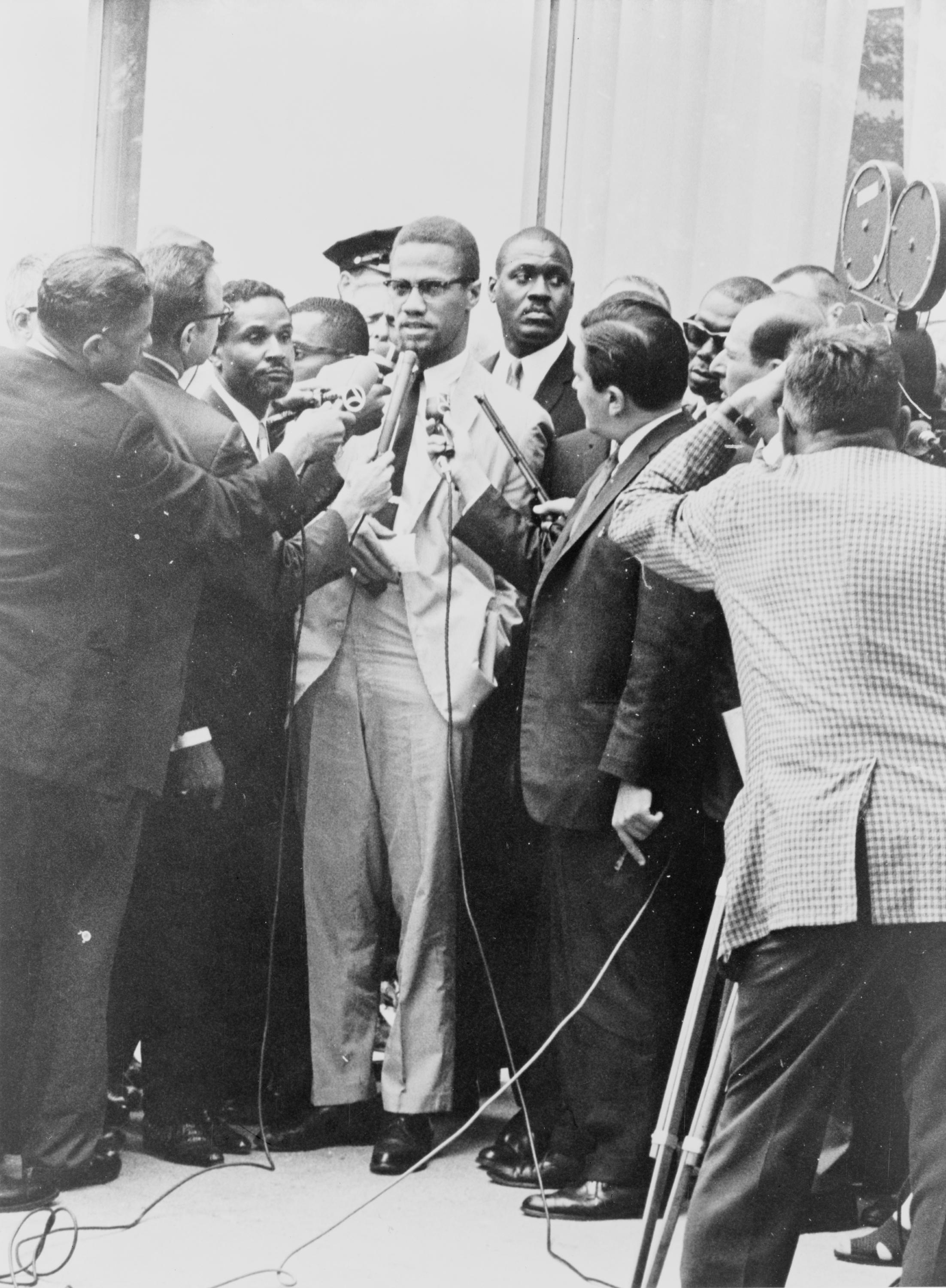
Malcolm X v zájmu médií, rok 1964.

Po svém propuštění v srpnu 1952 odjel za Elijahem Muhammadem do Chicaga a v červnu 1953 byl jmenován pomocným duchovním v Chrámu číslo jedna v Detroitu. Ke konci roku 1953 dostal povolení založit Chrám číslo jedenáct v Bostonu, v březnu 1954 založil Chrám číslo dvanáct ve Filadelfii a o dva měsíce později se stal hlavou Chrámu číslo sedm v Harlemu. Od roku 1953 ho FBI začala pravidelně sledovat, znepokojena jeho aktivitami v Nation of Islam.
Roku 1955 založil nové Chrámy ve Springfieldu, Massachusetts (číslo 13); Hartfordu, Connecticut (číslo 14) a Atlantě, Georgie (číslo 15). Současně dokázal naverbovat stovky členů.
Téhož roku v hnutí potkal Betty Sanders, která používala jméno Betty X. Poté se občas vídali. V lednu 1958 ji Malcolm přes telefon požádal o ruku a o dva dny později se vzali. Měli spolu šest dcer Attallah (* 1958, pojmenovaná po Attilovi); Qubilah (* 1960, pojmenována po Kublajovi); Ilyasah (* 1962, pojmenována po Elijahovi Muhammadovi); Gamilah Lumumba (* 1964, pojmenována po Patriceovi Lumumbaovi) a dvojčata Malikah a Malaak (* 1965 po smrti jejich otce a pojmenované po něm).
Pro americkou společnost se stal známým až roku 1957, kdy byl člen hnutí Nation of Islam Johnson Hinton zbit newyorskou policií. Malcolm X tehdy vedl skupinu muslimů k policejní stanici, kde drželi zbitého Hintona. Policie je odmítala pustit dovnitř, ale když se dav rozrostl na pět stovek, tak dovolili Malcolmovi X vstoupit. On poté zajistil převoz Hintona do nemocnice a dal signál, aby se dav rozešel. Ten ho uposlechl. Tato událost ohromila policisty i novináře.
V pozdních 50. letech začal používat další jména jako Malcolm Shabazz nebo Malik el-Shabazz, kdy se přihlásil k bájnému černošskému arabskému kmenu, ze kterého měli pocházet Afroameričané, alespoň podle učení Nation of Islam. Tehdy se také stal prominentním řečníkem, ale stále plně oddán vedoucí roli Elijaha Mohammada. Roku 1959 s ním byl veden rozhovor pro dokument The Hate That Hate Produced, který měl zmapovat hnutí Nation of Islam. V téže době se pro členy hnutí zažil novinářský název Černí muslimové, proti kterému hnutí protestovalo.
V září 1960 pronesl řeč na Valném shromáždění OSN v New Yorku. Tam se setkal s řadou světových lídrů, jako byli Gamál Násir, Ahmed Sékou Touré, Kenneth Kaunda a Fidel Castro. Mediální pokrytí aktivit Malcolma X přivádělo do hnutí Nation of Islam nové členy, kterých nyní byly desítky tisíc. Také inspiroval boxera Cassia Claye (později známý jako Muhammad Ali), aby do hnutí vstoupil a přijal islám. Mezi lety 1960 a 1961 se spolu setkávali.

### Odchod z Nation of Islam (1963–1964)

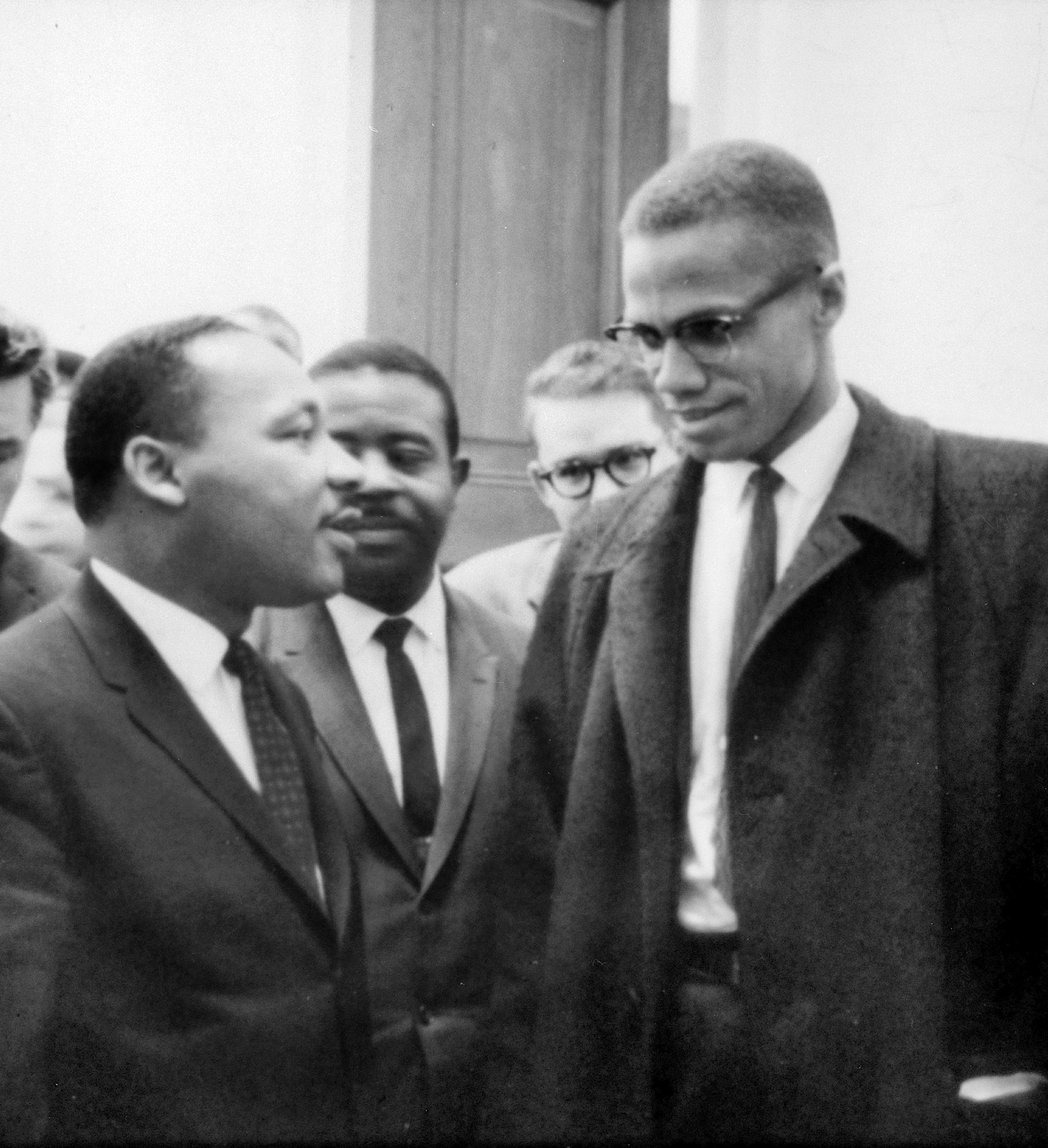
Martin Luther King a Malcolm X v březnu 1964.

V prosinci 1963 byl dotázán na svůj názor ohledně atentátu na prezidenta J. F. Kennedyho. Malcolm X odpověděl kriticky, což ve vypjaté atmosféře přineslo mediální smršť. Současně tím porušil zákaz komentování atentátu, který vydal Elijah Muhammad. Negativní reakce médií a veřejnosti vedla k 90dennímu suspendování Malcolma X z aktivit hnutí. Další rozkol přišel s morálními skandály Elijaha Muhammada, ke kterým se doznal. Současně se Malcolm X stal velmi neoblíbeným u některých členů Nation of Islam, protože byl upřednostňován médii, členové to vnímali jako ohrožení vedoucí role Elijaha Muhammada.
V březnu 1964 Malcolm X oficiálně oznámil, že vystupuje z hnutí Nation of Islam, ale že zůstává muslimem a že založí vlastní organizaci. To se také stalo, když založil Muslim Mosque, Inc. a Organizaci afroamerické jednoty (OAAU). V březnu se také poprvé a naposledy setkal s bojovníkem za lidská práva Martinem Lutherem Kingem, kterého často kritizoval jako příliš umírněného a propagujícího rasovou integraci. V dubnu pronesl svou slavnou řeč The Ballot or the Bullet, ve které vybízel Afroameričany, že pokud jim budou běloši stále upírat právo volit, tak se mají bránit i s použitím násilí.
V dubnu 1964, financován svou nevlastní sestrou Ellou, odcestoval vykonat hadždž, když odletěl do města Džidda v Saúdské Arábii. Při pouti do Mekky poznal odlišnosti arabského islámu od sektářské podoby praktikované v Nation of Islam. Král Fajsal bin Abd al-Azíz ho později prohlásil za oficiálního státního hosta. Malcolm X zde také poznal jednotu muslimů, kteří se oproti situaci v USA, neohlížejí na rasu věřícího. Opustil zde své radikální názory (bělochy považoval v duchu učení Nation of Islam za ďábly) a přijal víru sunnitských muslimů. Během dubna a května procestoval Súdán, Nigérii a Ghanu. Do USA se vrátil jako sunnita, který hodlá bojovat proti rasismu, nikoliv proti bělochům jako celku. V červenci 1964 opět vycestoval na Blízký východ a do Afriky a navštívil tak řadu zemí (Egypt, Etiopie, Tanganika, Nigérie, Ghana, Guinea, Súdán, Senegal, Libérie, Alžírsko a Maroko). V Egyptě se účastnil summitu Organizace africké jednoty. Současně byl oficiálním státním hostem u hlav států, jako byli Kwame Nkrumah (Ghana), Gamal Násir (Egypt) a Ahmed Ben Bella (Alžírsko). Nigerijská studentská muslimská organizace mu udělila čestné jméno v jazyku Joruba Omowale (což znamená: syn, který se vrátil domů).

### Atentát (1965)

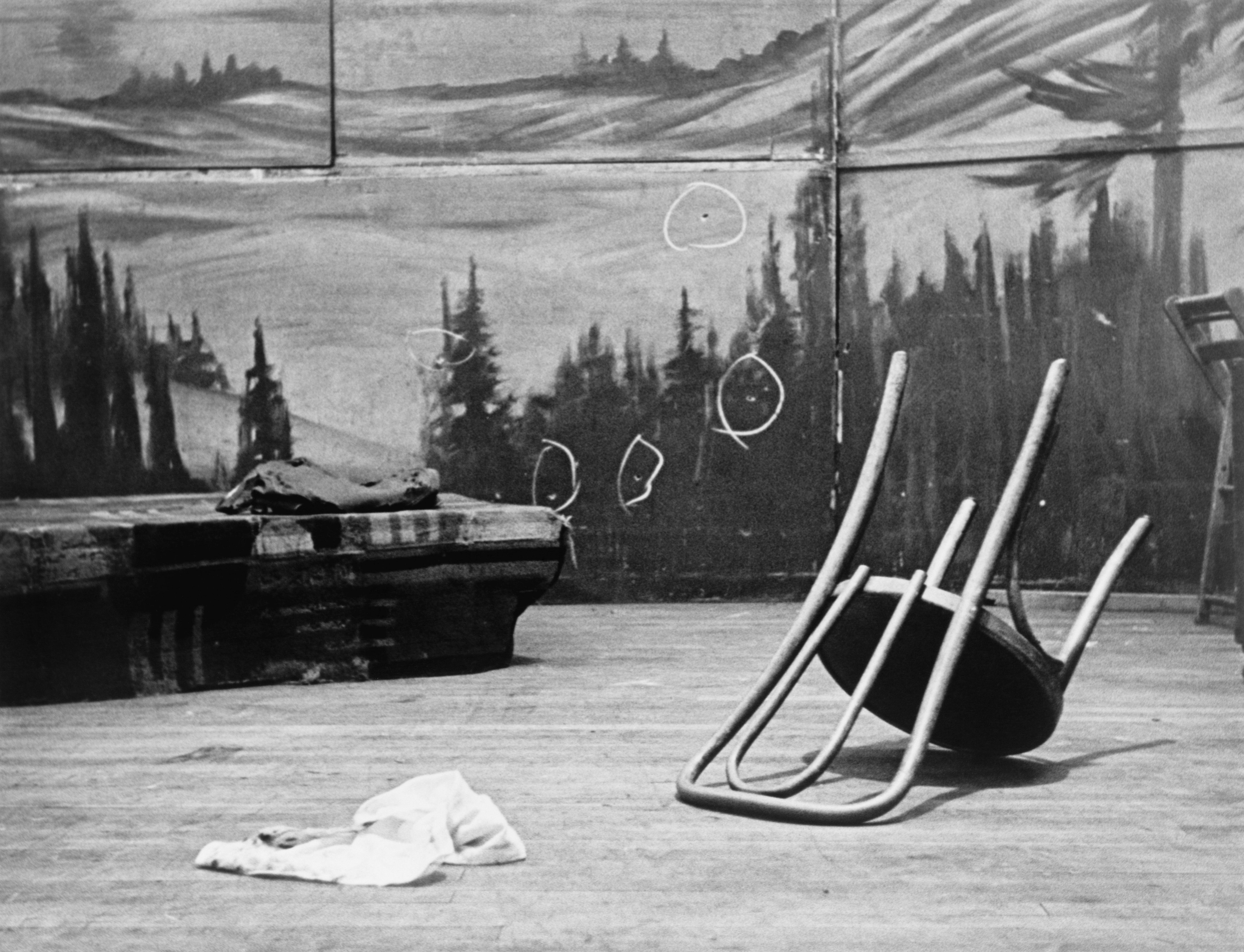
Audubon Ballroom, místo činu.

Dne 21. února 1965 hovořil Malcolm X ke čtyřem stům posluchačů během setkání Organizace afroamerické jednoty. Projev byl náhle přerušen výkřikem: „Dej ty pracky pryč od mý peněženky, negře!“. Když se Malcolm X spolu se svou ochrankou vydal k místu v hledišti, aby situaci zklidnil, vytáhl na něj útočník upilovanou brokovnici (známou též pod italským názvem lupara) a střelil jej do hrudníku. Dva další komplicové vnikli na pódium a začali na Malcolma střílet z pistolí, přičemž jej zasáhli celkem šestnáctkrát. Okolo stojící svědkové činu jednoho z atentátníků povalili na zem a spoutali, zatímco zbylí dva ze sálu uprchli.
Zmíněným pachatelem, zadrženým přímo v sále byl Talmadge Hayer, člen hnutí Nation of Islam, známý též pod jménem Thomas Hagan. Svědkové přítomní v sále poté policii popsali zbylé dva komplice Normana 3X Butlera a Thomase 15X Johnsonona, kteří byli také členy Islámského národa. Všichni tři uvedení pachatelé zapojení do činu, byli obviněni za vraždu či za spoluúčast na ní. Obviněný Hayer zprvu odmítal své zapojení do činu, později však u soudu vypověděl, že střílel na ležícího Malcolma X. Dále tvrdil, že jeho dva komplicové nebyli Butler a Johnson, nýbrž jiné osoby, které ale odmítl jmenovat.
Butler, známý též jako Muhammad Abdúl Azíz, byl v roce 1985 podmínečně propuštěn, roku 1998 se stal vůdcem mešity v Harlemu a neustále deklaruje svou nevinu. Johnson, známý též jako Khalil Islam, byl z vězení propuštěn v roce 1997. Během výkonu trestu začal popírat učení organizace Nation of Islam a posléze konvertoval k sunnitskému islámu. Stejně jako Butler popírá jakoukoliv vinu. Poslední z odsouzených Hayer, známý pod jménem Mudžáhid Halim, byl podmínečně propuštěn v roce 1993.

### Pohřeb
Počet lidí, kteří přišli vzdát poslední hold ostatkům Malcolma X mezi 23. až 26. únorem, je odhadován na 14–30 000. Pohřební obřad se konal dne 27. února v kostele církve Boha v Kristu Faith Temple nacházejícího se ve čtvrti Harlem. Kostel byl zcela zaplněn více než tisícovkou smutečních hostů. Před kostelem byly navíc nainstalovány velké reproduktory tak, aby se dav, který se shromáždil před kostelem, mohl alespoň částečně účastnit posledního rozloučení a navíc byl celý obřad živě přenášen televizí.
Z řad známých bojovníků za lidská práva se obřadu účastnili John Lewis, Bayard Rustin, James Forman, James Farmer, Jesse Gray a Andrew Young.
Malcolm X byl pohřben na washingtonském hřbitově Ferncliff Cemetery ve čtvrti Hartsdale. Po skončení ceremonie převzali Malcolmovi pozůstalí lopaty od již čekajících kopáčů a sami dokončili jeho pochování. Přátelé Malcolma X vytvořili po jeho smrti Sdružení pečujících matek, jejímž prostřednictvím vybrali dostatek finančních prostředků k zakoupení domu a zabezpečení budoucnosti pro jeho pozůstalou rodinu.

#### Audiovizuální dokumenty
- (anglicky) Malcolm X: Prince Of Islam, režie Muhammad Abdullah, 65 minut